# Davrasjön (Asarums socken, Blekinge)
Davrasjön är en sjö i Karlshamns kommun i Blekinge och ingår i Mieåns huvudavrinningsområde.